# Gorbănești
Gorbănești es una comuna y pueblo de Rumania ubicada en el distrito de Botoșani.

## Demografía
Según el censo de 2011, tiene 3434 habitantes, mientras que en el censo de 2002 tenía 3598 habitantes. La mayoría de la población es de etnia rumana (98,04 %).
La mayoría de los habitantes son cristianos de la Iglesia Ortodoxa Rumana (88,64 %), con una minoría de pentecostales (8,29 %).
En la comuna hay ocho pueblos (población en 2011):
- Gorbănești (pueblo), 1042 habitantes;
- Bătrânești, 262 habitantes;
- George Coșbuc, 255 habitantes;
- Mihai Eminescu, 7 habitantes;
- Silișcani, 362 habitantes;
- Socrujeni, 794 habitantes;
- Viforeni, 33 habitantes;
- Vânători, 679 habitantes.

## Geografía
Se ubica unos 15 km al este de Botoșani.